# ناكاغيو-كو
ناكاغيو-كو (باليابانية: 中京区) هو حي في اليابان، يقع في كيوتو، بلغ عدد سكانه 110,678 نسمة وذلك حسب إحصائيات سنة 2018، تبلغ مساحته 7.38 كيلومتر مربع.